# Угрюмов Григорій Іванович
Григорій Іванович Угрюмов (30 квітня [11 травня] 1764, Москва — 16 [28] березня 1823, Санкт-Петербург) — російський історичний живописець і портретист; представник класицизму.

## Життєпис
Народився в Москві в родині купця-бляхаря родом з села Норського Ярославської губернії Івана Михайловича Угрюмова, депутата Комісія по складанню проєкту Нового Уложення. Хрещений в Успенській (П'ятницькій) церкві, в якій була збережена плащаниця його роботи.
У 1770 році був прийнятий у виховне училище при Імператорській Академії мистецтв. Головним його наставником був художник-живописець Д. Г. Левицький. Після закінчення академічного курсу в 1785 році з малою золотою медаллю, отриману за картину «Вигнана Агар з малолітнім сином Ізмаїлом у пустелі», Угрюмов в 1787 році казенним коштом відправився за кордон для вдосконалення майстерності живописця. Пробувши чотири роки в Римі, де зображував античні статуї, Веронезе і Гвідо Рені, він повернувся до Санкт-Петербургу в 1790 році. Наступного року йому було доручено викладати історичний живопис в Академії.
Отримав звання «призначеного в академіки» (1797). Звання академіка отримав у 1797 році за картину «Випробування сили Яна Усмаря».
Незабаром після того зведений в ад'юнкт-професори, перебував на посаді до 1800 року, пізніше був підвищений в професори. З 1800 року став засідати в Раді Академії. Нарешті, в 1820 році був зроблений ректором історичного живопису. Почесний член Вільного товариства любителів словесності, наук і мистецтв.
В продовження своєї діяльності користувався в Росії гучною популярністю і благоволінням імператриці Катерини II та імператорів Павла I і Олександра I; за їх замовленнями виконував часто великі та багатоскладові картини для найважливіших побудованих тоді будівель: Троїцький собор Олександро-Невської лаври, Михайлівський замок і Казанський собор у Санкт-Петербурзі, собор в Одесі та інші. На особливу увагу заслуговують дві великі його картини «Взяття Казані 2 жовтня 1552 військами Івана Грозного» (1797—1799 РР.) і «Покликання Михайла Федоровича Романова на царство 14 березня 1613 року» (не пізніше 1800 р.), написані для Михайлівського замку, а також «Урочистий в'їзд Олександра Невського в місто Псков» (1793 р). Крім того, можна вказати на образи його роботи в Казанському соборі («Святий Зосима і Саватій», два архангели на південній і північній дверях іконостаса) і церквах лейбгвардій Фінляндського полку і Московського полку. Угрюмов майстерно писав портрети, наприклад, портрети купця І. В. Водовозова (батька письменника В. І. Водовозова) і доктора Й. К. Каменецького.
Помер у Санкт-Петербурзі та був похований на Смоленському кладовищі.